# Stelplaats van Leerbeek

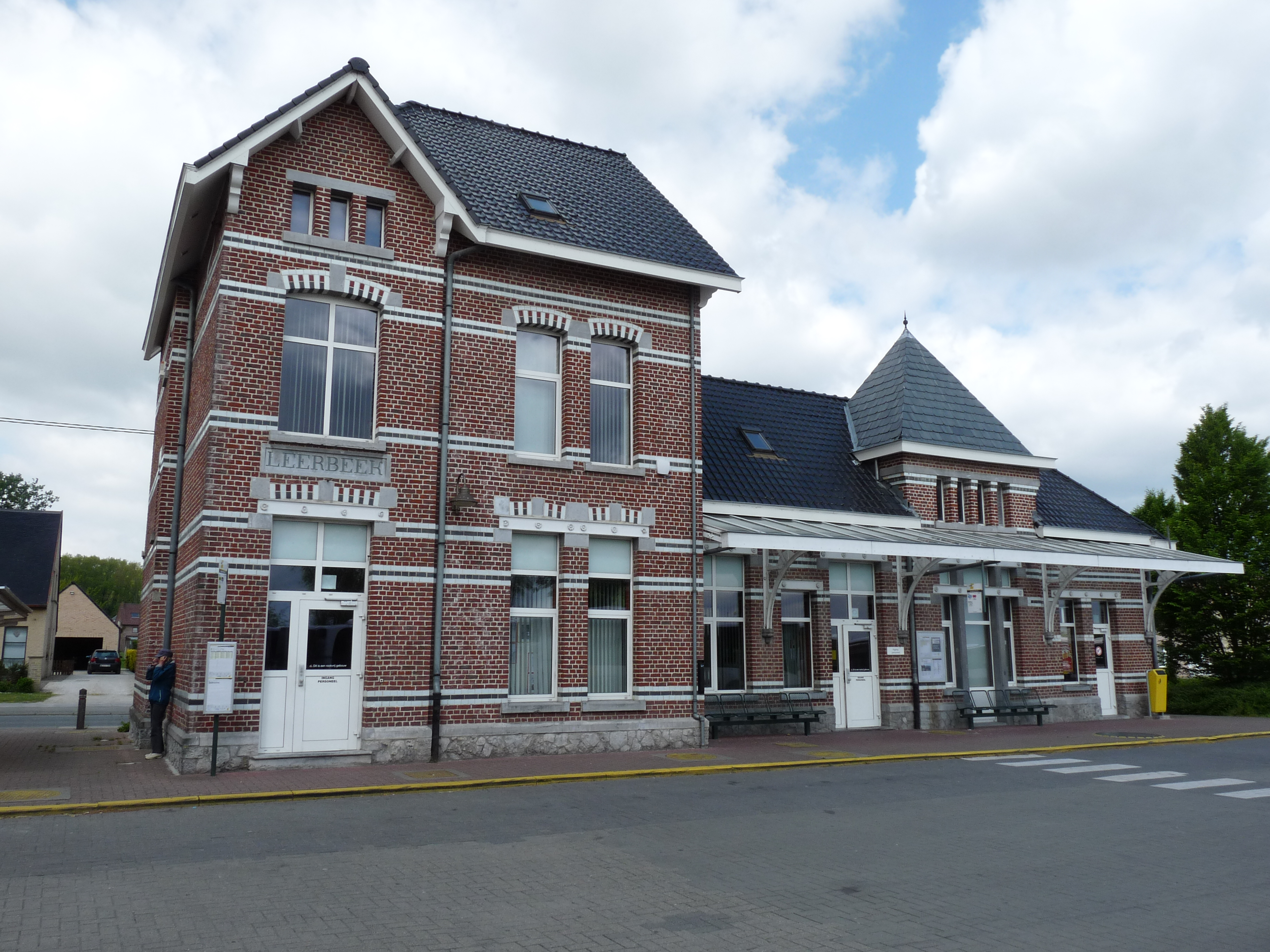
Stelplaats van Leerbeek

De tramstelplaats van Leerbeek, ook tramstatie Leerbeek genoemd, was een buurtspoorwegenstation in het dorp Leerbeek in Vlaams-Brabant. Het was actief als stelplaats in de routes van de buurtspoorwegen die Brussel verbonden met het Pajottenland. De stelplaats in Leerbeek was een belangrijk knooppunt tussen de lijnen van Brussel, Halle, Ninove en Edingen. De gebouwen zijn verder ook erkend als bouwkundig erfgoed door de Vlaamse overheid. Nu is het eigendom van De Lijn en is het een busstelplaats.

## Onder het N.M.V.B.
Op het moment dat de eerste trams begonnen te rijden in de regio en halte hielden in Leerbeek in september 1888, was er nog geen tramstelplaats aanwezig in het dorp. Enkel later toen de lijn tussen Halle en Ninove werd opgezet werd het plan voor een stelplaats in Leerbeek realiteit. De openbare aanbesteding voor het kolenmagazijn, watertoren en loodsen, die 18 687,09 Belgische frank bedroeg, werd in 1905 gedaan door het N.M.V.B. en in 1906 werden de werken gestart. In 1907 werden de werken voltooid voor de stelplaats.
Veel stelplaatsen die in deze periode werden gebouwd hadden een loods voor rijtuigen, een loods voor locomotieven, een watertoren, kolenopslagplaats, goederenmagazijn, weegbrug, lampenruimte en gebouwen voor het personeel. Aanvankelijk werden enkel stoomtrams gebruikt, waarna ook elektrische en mazouttrams gebruikt werden. Om de elektrische trams te voorzien van elektrische stroom, werd in 1931 een tractatiestation gebouwd naast de tramloods.

## Onder beheer van De Lijn
Op het moment dat de trams verdwenen uit Leerbeek, werden in 1972 aanpassingen gedaan om de stelplaats om te vormen tot een stelplaats voor bussen. In 1995 waren eveneens restauratie en vernieuwingswerken gedaan aan de stationsgebouwen door De Lijn.